# Alpha-Aurigiden
Die Alpha-Aurigiden sind ein Meteorstrom, welcher vom 28. August bis zum 5. September von Mitteleuropa aus beobachtbar ist. Als Mutterkörper wird der Komet C/1911 N1 (Kiess) geführt, welcher eine Umlaufzeit von annähernd 2500 Jahren besitzt.
Der Radiant befindet sich während des Aktivitätszeitraumes im Sternbild Fuhrmann, wobei sich der Radiant immer südlich des Sternes Capella befindet.
Die ZHR der Alpha-Aurigiden liegt gewöhnlich bei 6 Meteoren pro Stunde, jedoch wurde in den Jahren 1935, 1986 und 1994 Raten zwischen 30 und 40 Meteoren pro Stunde registriert. 2007 kam es zu einer nahen Passage zwischen der Erde und der Umlaufbahn des Kometen Kiess, wodurch eine ZHR von etwa 120 Meteoren pro Stunde beobachtet werden konnte.
| Radiantenpositionen der Alpha-Aurigiden | Radiantenpositionen der Alpha-Aurigiden | Radiantenpositionen der Alpha-Aurigiden | Radiantenpositionen der Alpha-Aurigiden |
| --------------------------------------- | --------------------------------------- | --------------------------------------- | --------------------------------------- |
| Tag                                     | 25.8.                                   | 1.9.                                    | 10.9.                                   |
| RA                                      | 5h 40m                                  | 6h 12m                                  | 6h 48m                                  |
| DE                                      | +40°                                    | +39°                                    | +38°                                    |